# Llista de rellotges de sol del Baix Maresme nord
Llista de rellotges de sol instal·lats de forma permanent en espais públics de la part nord de la subcomarca del Baix Maresme, al voltant de Mataró.

## Argentona
| Nom                       | Descripció                                                                        | Localització                                          | Coordenades                                          | Fitxa | Imatge                                                                   |
| ------------------------- | --------------------------------------------------------------------------------- | ----------------------------------------------------- | ---------------------------------------------------- | ----- | ------------------------------------------------------------------------ |
| Ca l'Aro                  |                                                                                   | Argentona                                             |                                                      | fitxa | Carregueu una nova foto                                                  |
| Can Ballot                |                                                                                   | Argentona Ptge. Gallifa Ballot, 2                     | 41° 32′ 54″ N, 2° 23′ 39″ E / 41.54843°N,2.394203°E  | fitxa | Carregueu una nova foto                                                  |
| Can Blanch                | Inscripció: Dejad que el tiempo corra sin cesar. El tiempo dice siempre la verdad | Argentona Veïnat de Can Pins, ctra. Mataró-Granollers |                                                      | fitxa | Carregueu una nova foto                                                  |
| Can Garí                  |                                                                                   | Argentona Veïnat del Cros, entre B-506 i C-32         | 41° 32′ 09″ N, 2° 24′ 47″ E / 41.535861°N,2.413028°E | fitxa | Carregueu una nova foto                                                  |
| Can Pins                  |                                                                                   | Argentona Ctra. de Parpers, veïnat de Pins            | 41° 34′ 34″ N, 2° 23′ 00″ E / 41.576249°N,2.383328°E | fitxa | Carregueu una nova foto                                                  |
| Can Tàpies                |                                                                                   | Argentona Av. Puig i Cadafalch, 29                    |                                                      | fitxa | Carregueu una nova foto                                                  |
| Restaurant Turó Gros      | Inscripció: De rellotges de sol no en té qui vol                                  | Argentona                                             |                                                      | fitxa | Carregueu una nova foto                                                  |
| Torre les Oliveres        | Inscripció: Recorda't de viure                                                    | Argentona C. Jauma Baladia, 6-8                       |                                                      | fitxa | Carregueu una nova foto                                                  |
| Carrer de Can Barrau, 47  |                                                                                   | Argentona C. de Can Barrau, 47                        | 41° 33′ 08″ N, 2° 23′ 45″ E / 41.552183°N,2.395933°E | fitxa | Carregueu una nova foto                                                  |
| Ca la Reina               |                                                                                   | Argentona C. Lladó, 22                                | 41° 33′ 13″ N, 2° 24′ 00″ E / 41.553533°N,2.399900°E | fitxa | Carrer Lladó, 22 (Argentona) · Vegeu més fotos · Carregueu una nova foto |
| Carrer Barcelona, 42      | Inscripció: Sóc un rellotge de sol per a servir a qualsevol                       | Argentona C. Barcelona, 42 - c. Puig i Cadafalch      | 41° 33′ 10″ N, 2° 24′ 14″ E / 41.552833°N,2.404000°E | fitxa | Carregueu una nova foto                                                  |
| Carrer Carreras Candi, 15 | Inscripció: Carpe diem                                                            | Argentona C. Carreras Candi, 15 - c. General Llauder  |                                                      | fitxa | Carregueu una nova foto                                                  |
| Carrer de Sant Isidre, 18 |                                                                                   | Argentona C. de Sant Isidre 18                        | 41° 33′ 10″ N, 2° 23′ 57″ E / 41.552867°N,2.399050°E | fitxa | Carregueu una nova foto                                                  |
| Can Boba de les Vinyes    |                                                                                   | Argentona                                             |                                                      | fitxa | Carregueu una nova foto                                                  |
| Can Comalada              |                                                                                   | Argentona Tocant a l'autovia Argentona-Granollers     | 41° 33′ 48″ N, 2° 24′ 06″ E / 41.563331°N,2.401656°E | fitxa | Carregueu una nova foto                                                  |
| Can Grasses               | Inscripció: Si vols fer res de bo ves a l'hora, com jo                            | Argentona Av. Baladia, 15-19                          |                                                      | fitxa | Carregueu una nova foto                                                  |
| Can Moré                  |                                                                                   | Argentona C. Gran, 42                                 | 41° 33′ 18″ N, 2° 24′ 03″ E / 41.555117°N,2.400917°E | fitxa | Can Moré (Argentona) · Carregueu una nova foto                           |
| Can Raimi                 |                                                                                   | Argentona Urb. Can Raimi, 8                           | 41° 33′ 22″ N, 2° 22′ 38″ E / 41.556017°N,2.377317°E | fitxa | Carregueu una nova foto                                                  |
| Carrer Lladó, 31          | Inscripció: Per saber l'hora que es consulteu al rellotge que per aixo es         | Argentona C. Lladó, 31                                | 41° 33′ 11″ N, 2° 23′ 56″ E / 41.553167°N,2.398933°E | fitxa | Carregueu una nova foto                                                  |
| Mas Fulló                 | Inscripció: Sol lex vitae est                                                     | Argentona Ctra. BV 5106 km 7,8. Clarà                 | 41° 33′ 44″ N, 2° 22′ 02″ E / 41.562183°N,2.367133°E | fitxa | Carregueu una nova foto                                                  |
| Ca l'Elies                |                                                                                   | Argentona Veïnat del Cros                             | 41° 32′ 45″ N, 2° 24′ 32″ E / 41.545933°N,2.408983°E | fitxa | Carregueu una nova foto                                                  |
| Can Cabanyes              |                                                                                   | Argentona Veïnat de la Pujada                         | 41° 33′ 54″ N, 2° 24′ 40″ E / 41.564867°N,2.411033°E | fitxa | Carregueu una nova foto                                                  |

## Cabrera de Mar
| Nom                      | Descripció                                                              | Localització                                                  | Coordenades                                            | Fitxa | Imatge                                                                    |
| ------------------------ | ----------------------------------------------------------------------- | ------------------------------------------------------------- | ------------------------------------------------------ | ----- | ------------------------------------------------------------------------- |
| Carrer de la Riera, 80   | Inscripció: Tempus fugit                                                | Cabrera de Mar C. de la Riera, 80                             |                                                        | fitxa | Carregueu una nova foto                                                   |
| Can Bartomeu             | Inscripció: Les hores passen aprofita-les be / 1779                     | Cabrera de Mar Camí de Can Segarra, 40                        | 41° 31′ 52″ N, 2° 23′ 28″ E / 41.531000°N,2.391167°E   | fitxa | Can Bartomeu (Cabrera de Mar) · Vegeu més fotos · Carregueu una nova foto |
| Can Cot                  |                                                                         | Cabrera de Mar                                                |                                                        | fitxa | Carregueu una nova foto                                                   |
| Can Lladó                | Inscripció: Les hores passen aprofitales bé / 1943                      | Cabrera de Mar Camí de Can Segarra, 32                        | 41° 31′ 50″ N, 2° 23′ 29″ E / 41.53069°N,2.3914°E      | fitxa | Carregueu una nova foto                                                   |
| Can Vivé                 | Inscripció: MCMLXXIV                                                    | Cabrera de Mar Santa Elena d'Agell                            | 41° 32′ 04″ N, 2° 24′ 10″ E / 41.534383°N,2.402717°E   | fitxa | Can Vivé (Cabrera de Mar) · Carregueu una nova foto                       |
| Casa del Senyor Solà     |                                                                         | Cabrera de Mar                                                |                                                        | fitxa | Carregueu una nova foto                                                   |
| Ca la Neus               | Inscripció: Per primera vegada han aquest mon vas començar a brillar... | Cabrera de Mar Camí de Santa Elena, 1                         |                                                        | fitxa | Carregueu una nova foto                                                   |
| Ca l'Agustí              |                                                                         | Cabrera de Mar C. Baixada de l'Església, 16                   |                                                        | fitxa | Carregueu una nova foto                                                   |
| Ca l'Arnau               |                                                                         | Cabrera de Mar C. de Barcelona                                | 41° 31′ 34″ N, 2° 23′ 28″ E / 41.526183°N,2.391117°E   | fitxa | Carregueu una nova foto                                                   |
| Cal Conde                |                                                                         | Cabrera de Mar C. Mossèn Cinto Verdaguer, 16                  | 41° 31′ 34″ N, 2° 23′ 42″ E / 41.526133°N,2.394867°E   | fitxa | Carregueu una nova foto                                                   |
| Cals Frares              |                                                                         | Cabrera de Mar Santa Elena d'Agell                            | 41° 32′ 03″ N, 2° 24′ 12″ E / 41.534250°N,2.403367°E   | fitxa | Cals Frares (Cabrera de Mar) · Carregueu una nova foto                    |
| Can Barrau del Torrent   |                                                                         | Cabrera de Mar                                                |                                                        | fitxa | Carregueu una nova foto                                                   |
| Can Canal                | Inscripció: 1903 - segle xiii - 1942                                    | Cabrera de Mar Camí de la Font Picant, 1                      | 41° 31′ 48″ N, 2° 23′ 19″ E / 41.530067°N,2.388550°E   | fitxa | Carregueu una nova foto                                                   |
| Can Català               |                                                                         | Cabrera de Mar Santa Elena d'Agell, 215                       | 41° 32′ 05″ N, 2° 24′ 12″ E / 41.534667°N,2.403467°E   | fitxa | Can Català (Cabrera de Mar) · Carregueu una nova foto                     |
| Can Gendet               | Inscripció: El sol surt per tothom i l'aprofita el qui pot              | Cabrera de Mar Carretera, abans d'entrar al poble a mà dreta  |                                                        | fitxa | Carregueu una nova foto                                                   |
| Can Moreu                |                                                                         | Cabrera de Mar Santa Elena d'Agell, 219                       | 41° 32′ 04″ N, 2° 24′ 17″ E / 41.534367°N,2.404667°E   | fitxa | Can Moreu (Cabrera de Mar) · Carregueu una nova foto                      |
| Can Puig                 |                                                                         | Cabrera de Mar Camí de Santa Elena, 14                        | 41° 32′ 00″ N, 2° 24′ 12″ E / 41.533350°N,2.403333°E   | fitxa | Carregueu una nova foto                                                   |
| Can Roca, La Caixa       |                                                                         | Cabrera de Mar Av. Pare Jaume Català, 9                       | 41° 31′ 34″ N, 2° 23′ 37″ E / 41.526017°N,2.393567°E   | fitxa | Carregueu una nova foto                                                   |
| Carrer Garban, 10        | Inscripció: Les hores passen profita-les bé                             | Cabrera de Mar C. Garban, 10                                  |                                                        | fitxa | Carregueu una nova foto                                                   |
| Casa Albages             | Inscripció: L'hora passa, les obres resten                              | Cabrera de Mar Camí de la Font Picant, 10                     |                                                        | fitxa | Carregueu una nova foto                                                   |
| Casa Prat                | Inscripció: Jo sense sol i tu sense fè no valem rè                      | Cabrera de Mar C. Sant Joan                                   | 41° 31′ 43″ N, 2° 23′ 31″ E / 41.52851°N,2.39205°E     | fitxa | Carregueu una nova foto                                                   |
| Carrer Colom, 8          | Dos rellotges de ceràmica                                               | Cabrera de Mar C. Colom, 8                                    |                                                        | fitxa | Carregueu una nova foto                                                   |
| Hort Can Sala d'Agell    |                                                                         | Cabrera de Mar C. de Sant Mateu, 13                           | 41° 31′ 46″ N, 2° 24′ 14″ E / 41.529481°N,2.403903°E   | fitxa | Carregueu una nova foto                                                   |
| Hort Sala                |                                                                         | Cabrera de Mar Camí del Mig, davant Restaurant Les Rives      |                                                        | fitxa | Carregueu una nova foto                                                   |
| Restaurant Les Rives     |                                                                         | Cabrera de Mar Camí del Mig, 17, sortida autopista Mataró Sud |                                                        | fitxa | Carregueu una nova foto                                                   |
| Ronda de Catalunya, 19   | Inscripció: Qui tè sol que mes vol / Ca l'Arca - MCMLXXXVII             | Cabrera de Mar Ronda de Catalunya, 19                         | 41° 30′ 39″ N, 2° 23′ 57″ E / 41.5108225°N,2.3990963°E | fitxa | Carregueu una nova foto                                                   |
| Mas del Castell          |                                                                         | Cabrera de Mar Santa Elena d'Agell                            | 41° 32′ 04″ N, 2° 24′ 14″ E / 41.534483°N,2.403757°E   | fitxa | Carregueu una nova foto                                                   |
| Can Basora               |                                                                         | Cabrera de Mar Crta. Vilassar-Argentona, 59. Agell            | 41° 31′ 48″ N, 2° 24′ 21″ E / 41.529900°N,2.405783°E   | fitxa | Carregueu una nova foto                                                   |
| Can Pauet                |                                                                         | Cabrera de Mar Crta. Vilassar-Argentona, 57. Agell            | 41° 31′ 45″ N, 2° 24′ 22″ E / 41.529117°N,2.406150°E   | fitxa | Carregueu una nova foto                                                   |
| Mas Pujol - sud-est      | Inscripció: Jo sense sol tu sense fe no valem res                       | Cabrera de Mar Crta. Vilassar-Argentona, 58. Agell            | 41° 31′ 36″ N, 2° 24′ 24″ E / 41.526617°N,2.406550°E   | fitxa | Carregueu una nova foto                                                   |
| Mas Pujol - oest         | Inscripció: Dia 13 de Mayo Año de 1859                                  | Cabrera de Mar Crta. Vilassar-Argentona, 58. Agell            | 41° 31′ 36″ N, 2° 24′ 24″ E / 41.526583°N,2.406650°E   | fitxa | Carregueu una nova foto                                                   |
| Mas Tatai                |                                                                         | Cabrera de Mar C. Corredor, 8. Agell                          | 41° 32′ 01″ N, 2° 24′ 01″ E / 41.533517°N,2.400350°E   | fitxa | Carregueu una nova foto                                                   |
| Carrer de Barcelona, 4   |                                                                         | Cabrera de Mar C. de Barcelona, 4. La Guardiola               |                                                        | fitxa | Carregueu una nova foto                                                   |
| Carrer la Riera          |                                                                         | Cabrera de Mar C. la Riera. La Guardiola                      |                                                        | fitxa | Carregueu una nova foto                                                   |
| Antic Restaurant Clàssic | Inscripció: Tempus fugit                                                | Cabrera de Mar Ctra. d'Argentona. Santa Elena d'Agell         |                                                        | fitxa | Carregueu una nova foto                                                   |
| Carrer Sant Sebastià, 18 | Inscripció: És hora de ser feliç                                        | Cabrera de Mar C. Sant Sebastià, 18. Santa Elena d'Agell      |                                                        | fitxa | Carregueu una nova foto                                                   |

## Cabrils
| Nom                                  | Descripció                                        | Localització                                                        | Coordenades                                             | Fitxa | Imatge                                                            |
| ------------------------------------ | ------------------------------------------------- | ------------------------------------------------------------------- | ------------------------------------------------------- | ----- | ----------------------------------------------------------------- |
| Carrer Anselm Clavé, 10              |                                                   | Cabrils C. Anselm Clavé, 10                                         |                                                         | fitxa | Carregueu una nova foto                                           |
| Camí de Can Pons, 6-10               |                                                   | Cabrils Camí de Can Pons, 6-10                                      |                                                         | fitxa | Carregueu una nova foto                                           |
| Camí dels Quatre Camins, 47          |                                                   | Cabrils Camí dels Quatre Camins, 47                                 |                                                         | fitxa | Carregueu una nova foto                                           |
| Can Dalmau                           |                                                   | Cabrils Camí a mà esquerra passat el número 30 del carrer Llobatera |                                                         | fitxa | Carregueu una nova foto                                           |
| Can Pons, Hospital de Dia            | Inscripció: Sols compto les hores serenes         | Cabrils Pl. Pons, davant pont dels Quatre Camins                    | 41° 31′ 40″ N, 2° 21′ 58″ E / 41.527833°N,2.366117°E    | fitxa | Carregueu una nova foto                                           |
| Can Roura                            | Inscripció: Can Roura Any 1670                    | Cabrils C. Quatre Camins, 34                                        |                                                         | fitxa | Carregueu una nova foto                                           |
| El Racó                              |                                                   | Cabrils Pl. de la Font, 2                                           | 41° 31′ 12″ N, 2° 22′ 35″ E / 41.520083°N,2.376350°E    | fitxa | Carregueu una nova foto                                           |
| Mas de Baix                          | Inscripció: any 1648                              | Cabrils Pg. Tolrà, 1                                                | 41° 31′ 30″ N, 2° 22′ 08″ E / 41.524950°N,2.368900°E    | fitxa | Mas de Baix (Cabrils) · Vegeu més fotos · Carregueu una nova foto |
| Mas Grau                             | Inscripció: Jo sense sol tu sense fe no valem res | Cabrils C. Quatre Camins, 22                                        |                                                         | fitxa | Carregueu una nova foto                                           |
| Carrer Mestra Maria Rosell, 3        |                                                   | Cabrils C. Mestra Maria Rosell, 3                                   |                                                         | fitxa | Carregueu una nova foto                                           |
| Carrer Mossèn Cinto Verdaguer, 37    | Inscripció: J.T. / Any 1950                       | Cabrils C. Mossèn Cinto Verdaguer, 37                               |                                                         | fitxa | Carregueu una nova foto                                           |
| Carrer Hort de les Monges, 12        | Inscripció: 1952                                  | Cabrils C. Hort de les Monges, 12                                   | 41° 31′ 34″ N, 2° 22′ 02″ E / 41.526150°N,2.367250°E    | fitxa | Carregueu una nova foto                                           |
| Ca l'Arrà                            |                                                   | Cabrils C. de les Acàcies, 10                                       | 41° 31′ 40″ N, 2° 21′ 54″ E / 41.527866°N,2.365133°E    | fitxa | Carregueu una nova foto                                           |
| Camí de Can Pons, 4                  |                                                   | Cabrils Camí de Can Pons, 4                                         | 41° 31′ 39″ N, 2° 21′ 59″ E / 41.527417°N,2.366450°E    | fitxa | Carregueu una nova foto                                           |
| Can Casanovas                        | Inscripció: Can Casanovas                         | Cabrils C. Baixada de la Ferreria, 8-10                             | 41° 31′ 33″ N, 2° 22′ 02″ E / 41.5257926°N,2.36733913°E | fitxa | Carregueu una nova foto                                           |
| Can Rin                              | Inscripció: Sols conto las horas llvminosas       | Cabrils C. Torrent Roig, 2 - c. Llobatera                           | 41° 31′ 34″ N, 2° 21′ 58″ E / 41.526000°N,2.366167°E    | fitxa | Carregueu una nova foto                                           |
| Can Veribol, restaurant              |                                                   | Cabrils Pg. de Martínez Valls, 8-10                                 | 41° 31′ 32″ N, 2° 22′ 01″ E / 41.525650°N,2.366983°E    | fitxa | Carregueu una nova foto                                           |
| Castell de Can Jaumar                |                                                   | Cabrils C. Emili Masriera                                           | 41° 31′ 37″ N, 2° 22′ 13″ E / 41.526833°N,2.370400°E    | fitxa | Carregueu una nova foto                                           |
| Església parroquial de la Santa Creu |                                                   | Cabrils C. Mestre J. Jamber, façana lateral oest                    | 41° 31′ 33″ N, 2° 22′ 05″ E / 41.525750°N,2.367966°E    | fitxa | Carregueu una nova foto                                           |
| Hostal de la Plaça                   |                                                   | Cabrils Pl. de l'Església, 32                                       | 41° 31′ 33″ N, 2° 22′ 07″ E / 41.525950°N,2.368717°E    | fitxa | Carregueu una nova foto                                           |
| Restaurant Can Gras                  | Inscrpció: Nomes compto les hores serenas         | Cabrils Cal Gras, 4, per camí davant del núm. 30 del c. Llobatera   | 41° 32′ 00″ N, 2° 21′ 36″ E / 41.533283°N,2.360000°E    | fitxa | Carregueu una nova foto                                           |

## Caldes d'Estrac
| Nom                            | Descripció       | Localització                               | Coordenades                                          | Fitxa | Imatge                                                                     |
| ------------------------------ | ---------------- | ------------------------------------------ | ---------------------------------------------------- | ----- | -------------------------------------------------------------------------- |
| Carrer Baixada a l'Església, 5 | Inscripció: 1775 | Caldes d'Estrac C. Baixada a l'Església, 5 | 41° 34′ 20″ N, 2° 31′ 35″ E / 41.572163°N,2.526398°E | fitxa | Carrer Baixada a l'Església, 5 (Caldes d'Estrac) · Carregueu una nova foto |
| Carrer de Santa Teresa, 11-12  |                  | Caldes d'Estrac C. de Santa Teresa, 11-12  | 41° 34′ 11″ N, 2° 31′ 44″ E / 41.569770°N,2.528930°E | fitxa | Carrer de Santa Teresa, 11-12 (Caldes d'Estrac) · Carregueu una nova foto  |
| Passeig dels Anglesos, 29      |                  | Caldes d'Estrac Pg. dels Anglesos, 29      | 41° 33′ 59″ N, 2° 31′ 21″ E / 41.566512°N,2.522613°E | fitxa | Passeig dels Anglesos, 29 (Caldes d'Estrac) · Carregueu una nova foto      |
| Passeig dels Anglesos, 2       |                  | Caldes d'Estrac Pg. dels Anglesos, 2       | 41° 34′ 05″ N, 2° 31′ 36″ E / 41.568074°N,2.526797°E | fitxa | Passeig dels Anglesos, 2 (Caldes d'Estrac) · Carregueu una nova foto       |
| Can Gili                       |                  | Caldes d'Estrac C. Pujada a l'Església     | 41° 34′ 20″ N, 2° 31′ 38″ E / 41.57223°N,2.527344°E  | fitxa | Can Gili (Caldes d'Estrac) · Vegeu més fotos · Carregueu una nova foto     |

## Dosrius
| Nom                              | Descripció                                             | Localització                                           | Coordenades                                          | Fitxa | Imatge                                                                             |
| -------------------------------- | ------------------------------------------------------ | ------------------------------------------------------ | ---------------------------------------------------- | ----- | ---------------------------------------------------------------------------------- |
| Can Valls                        |                                                        | Dosrius Crta. de Canyamars                             | 41° 36′ 08″ N, 2° 25′ 23″ E / 41.602267°N,2.422967°E | fitxa | Carregueu una nova foto                                                            |
| Ca l'Arenes, Escola de Natura    |                                                        | Dosrius Parc del Montnegre i el Corredor               | 41° 37′ 14″ N, 2° 27′ 43″ E / 41.620517°N,2.461883°E | fitxa | Carregueu una nova foto                                                            |
| Can Bonamossa                    |                                                        | Dosrius C. Pau Casals, 4                               | 41° 35′ 38″ N, 2° 24′ 24″ E / 41.593800°N,2.406567°E | fitxa | Carregueu una nova foto                                                            |
| Can Ferrerons                    |                                                        | Dosrius Parc del Montnegre i el Corredor               | 41° 37′ 42″ N, 2° 26′ 38″ E / 41.628367°N,2.444000°E | fitxa | Carregueu una nova foto                                                            |
| El Forn del Vidre                | Inscripció: Fundat el 1696 - 1978 Restaurat A. Bellido | Dosrius Parc del Montnegre i el Corredor               | 41° 37′ 12″ N, 2° 27′ 51″ E / 41.620033°N,2.464050°E | fitxa | Carregueu una nova foto                                                            |
| Ca n'Homs                        |                                                        | Dosrius C. Major, 35. Canyamars                        | 41° 36′ 01″ N, 2° 26′ 45″ E / 41.600183°N,2.445950°E | fitxa | Carregueu una nova foto                                                            |
| Can Cot                          | Inscripció: Any 1962 Cot                               | Dosrius Ctra. del Pou del Glaç. Canyamars              | 41° 36′ 33″ N, 2° 28′ 06″ E / 41.609267°N,2.468217°E | fitxa | Can Cot (Dosrius) · Carregueu una nova foto                                        |
| Can Figueres                     |                                                        | Dosrius Av. Can Figueres, 12-20. Canyamars             | 41° 35′ 56″ N, 2° 26′ 32″ E / 41.598917°N,2.442300°E | fitxa | Carregueu una nova foto                                                            |
| Can Pau de la Rosa               | Inscripció: 1830                                       | Dosrius Ctra. del Pou del Glaç. Canyamars              | 41° 36′ 39″ N, 2° 28′ 22″ E / 41.610817°N,2.472667°E | fitxa | Carregueu una nova foto                                                            |
| Can Prats                        | Inscripció: Galseran / Anº 1740                        | Dosrius Damunt de la rectoria. Canyamars               | 41° 36′ 09″ N, 2° 26′ 55″ E / 41.602424°N,2.448509°E | fitxa | Carregueu una nova foto                                                            |
| Can Rogent                       | Inscripció: Omnia vulnerant ultimma necat              | Dosrius Riera de Can Rimbles, 15. Canyamars            | 41° 35′ 49″ N, 2° 27′ 57″ E / 41.596852°N,2.465883°E | fitxa | Carregueu una nova foto                                                            |
| Ermita de Sant Llop              |                                                        | Dosrius Canyamars                                      | 41° 35′ 55″ N, 2° 25′ 17″ E / 41.598617°N,2.421250°E | fitxa | Ermita de Sant Llop (Dosrius) · Vegeu més fotos · Carregueu una nova foto          |
| Urbanització Camí de Mataró, 148 |                                                        | Dosrius Urb. Camí de Mataró, casa 148. Canyamars       | 41° 35′ 46″ N, 2° 26′ 40″ E / 41.595987°N,2.444308°E | fitxa | Carregueu una nova foto                                                            |
| Masia de Can Guinard del Far     |                                                        | Dosrius Al costat de l'església de Sant Andreu del Far | 41° 37′ 26″ N, 2° 26′ 07″ E / 41.623917°N,2.435183°E | fitxa | Masia de Can Guinard del Far (Dosrius) · Vegeu més fotos · Carregueu una nova foto |

## Mataró
| Nom                           | Descripció                                                      | Localització                                                     | Coordenades                                          | Fitxa | Imatge                                                                             |
| ----------------------------- | --------------------------------------------------------------- | ---------------------------------------------------------------- | ---------------------------------------------------- | ----- | ---------------------------------------------------------------------------------- |
| Carrer Montnegre, 22          |                                                                 | Mataró C. Montnegre, 22. Urb. la Cornisa                         | 41° 34′ 12″ N, 2° 26′ 22″ E / 41.569867°N,2.439550°E | fitxa | Carregueu una nova foto                                                            |
| Dipòsit de les Aigües         | Horitzontal monumental                                          | Mataró Entre l'hospital i Mataró Parc, sobre el dipòsit d'aigües | 41° 33′ 20″ N, 2° 25′ 55″ E / 41.555637°N,2.432035°E | fitxa | Carregueu una nova foto                                                            |
| Ca l'Arnau                    | Inscripció: MCMXCII / Garcia                                    | Mataró Ctra. de Cirera                                           |                                                      | fitxa | Carregueu una nova foto                                                            |
| Camí de Can Vilardell, 11     |                                                                 | Mataró Camí de Can Vilardell, 11                                 |                                                      | fitxa | Carregueu una nova foto                                                            |
| Camí de Can Vilardell, 48     |                                                                 | Mataró Camí de Can Vilardell, 48                                 | 41° 33′ 44″ N, 2° 25′ 35″ E / 41.56235°N,2.426383°E  | fitxa | Carregueu una nova foto                                                            |
| Camí de Can Vilardell, 70     |                                                                 | Mataró Camí de Can Vilardell, 70                                 | 41° 33′ 49″ N, 2° 25′ 35″ E / 41.563517°N,2.426333°E | fitxa | Carregueu una nova foto                                                            |
| Can Dorda                     |                                                                 | Mataró                                                           |                                                      | fitxa | Carregueu una nova foto                                                            |
| Can Vilardell Vell            | Inscripció: Jo sense sol tu sense fe no som res                 | Mataró Veïnat de Cirera                                          | 41° 33′ 47″ N, 2° 25′ 46″ E / 41.56306°N,2.42956°E   | fitxa | Carregueu una nova foto                                                            |
| Plaça Gran, 2                 | Inscripció: De sol i d'afició com més millor / MCMXCV           | Mataró Pl. Gran, 2                                               | 41° 32′ 25″ N, 2° 26′ 48″ E / 41.540300°N,2.446785°E | fitxa | Plaça Gran, 2 (Mataró) · Carregueu una nova foto                                   |
| Carrer de Na Pau, 1           | Inscripció: Ens mou la llum                                     | Mataró C. de Na Pau, 1                                           | 41° 32′ 23″ N, 2° 26′ 48″ E / 41.539783°N,2.446800°E | fitxa | Carrer de Na Pau, 1 (Mataró) · Carregueu una nova foto                             |
| Can Xalant                    |                                                                 | Mataró C. Francesc Layret, 75                                    | 41° 31′ 49″ N, 2° 25′ 59″ E / 41.530233°N,2.433000°E | fitxa | Carregueu una nova foto                                                            |
| Can Tria de Mata              |                                                                 | Mataró Ctra. BV-5031 km 3, veïnat de Mata                        | 41° 33′ 56″ N, 2° 27′ 49″ E / 41.565483°N,2.463567°E | fitxa | Carregueu una nova foto                                                            |
| Ermita de Sant Miquel de Mata |                                                                 | Mataró Camí des de ctra. BV-5031 km 3,8                          | 41° 34′ 08″ N, 2° 27′ 50″ E / 41.569000°N,2.463867°E | fitxa | Ermita de Sant Miquel de Mata (Mataró) · Vegeu més fotos · Carregueu una nova foto |
| Escola Pública Camí del Mig   | Inscripció: Escola Pública Camí del Mig Curs 6è A i B 1998-1999 | Mataró Camí del Mig - c. d'Aralona. Pla d'en Boet                |                                                      | fitxa | Carregueu una nova foto                                                            |
| Can Català                    | Inscripció:: Nihil sine sole                                    | Mataró Veïnat de Valldeix, 10                                    | 41° 33′ 35″ N, 2° 26′ 50″ E / 41.559767°N,2.447183°E | fitxa | Carregueu una nova foto                                                            |
| Can Portell Vell              | Dos rellotges bessons                                           | Mataró Veïnat de Valldeix, 104                                   | 41° 33′ 33″ N, 2° 26′ 54″ E / 41.559150°N,2.448267°E | fitxa | Carregueu una nova foto                                                            |

## Òrrius
| Nom                              | Descripció                                                       | Localització                                        | Coordenades                                          | Fitxa | Imatge                                                              |
| -------------------------------- | ---------------------------------------------------------------- | --------------------------------------------------- | ---------------------------------------------------- | ----- | ------------------------------------------------------------------- |
| Carrer Sant Andreu, 7            | Inscripció: Per a l'amistat tota hora és bona                    | Òrrius C. Sant Andreu, 7                            | 41° 33′ 20″ N, 2° 21′ 18″ E / 41.555600°N,2.355033°E | fitxa | Carregueu una nova foto                                             |
| Ca l'Esperalba                   | Inscripció: Si no creus amb mi ni amb tu no esperis res de ningú | Òrrius                                              |                                                      | fitxa | Carregueu una nova foto                                             |
| Can Flaquer                      |                                                                  | Òrrius                                              |                                                      | fitxa | Carregueu una nova foto                                             |
| Can Palacio                      |                                                                  | Òrrius Ctra. d'Argentona, 6, casa 10                |                                                      | fitxa | Carregueu una nova foto                                             |
| Can Ramos                        |                                                                  | Òrrius Camí de Sant Bartomeu, 1                     |                                                      | fitxa | Carregueu una nova foto                                             |
| La Fàbrica                       |                                                                  | Òrrius Ctra. d'Argentona, 4                         |                                                      | fitxa | Carregueu una nova foto                                             |
| Rectoria de Sant Andreu d'Òrrius |                                                                  | Òrrius Pl. de l'Església, 2                         | 41° 33′ 18″ N, 2° 21′ 17″ E / 41.555133°N,2.354683°E | fitxa | Rectoria de Sant Andreu d'Òrrius (Òrrius) · Carregueu una nova foto |
| Ca l'Andreu                      | Inscripció: La llum ens guia                                     | Òrrius Ctra. d'Argentona                            |                                                      | fitxa | Carregueu una nova foto                                             |
| Can Badorics, cos lateral        | Inscripció: Qui dia passa any empeny / 1770-1970                 | Òrrius Prop carrer del Pont, darrere zona esportiva |                                                      | fitxa | Carregueu una nova foto                                             |
| Can Badorics, façana principal   | Inscripció: Només compto les hores serenes / 1770-2003           | Òrrius Prop carrer del Pont, darrere zona esportiva |                                                      | fitxa | Carregueu una nova foto                                             |
| Can Conill                       |                                                                  | Òrrius Pg. de les Oliveres, 10                      | 41° 33′ 22″ N, 2° 21′ 13″ E / 41.556133°N,2.353583°E | fitxa | Carregueu una nova foto                                             |
| Ca n'Erra                        |                                                                  | Òrrius                                              | 41° 33′ 15″ N, 2° 21′ 26″ E / 41.554044°N,2.357348°E | fitxa | Ca n'Erra (Òrrius) · Carregueu una nova foto                        |
| Can Femades                      | Inscripció: Roqué em refé                                        | Òrrius Veïnat del Prat, 11                          | 41° 33′ 13″ N, 2° 21′ 09″ E / 41.553650°N,2.352467°E | fitxa | Carregueu una nova foto                                             |
| Can Francisco                    | Inscripció: Colla del Tast                                       | Òrrius                                              | 41° 33′ 28″ N, 2° 21′ 35″ E / 41.557792°N,2.359851°E | fitxa | Carregueu una nova foto                                             |
| Ca la Carmeta                    |                                                                  | Òrrius Veïnat Ca n'Andreu                           |                                                      | fitxa | Carregueu una nova foto                                             |

## Sant Andreu de Llavaneres
| Nom                                      | Descripció                                                     | Localització                                                                            | Coordenades                                            | Fitxa | Imatge                  |
| ---------------------------------------- | -------------------------------------------------------------- | --------------------------------------------------------------------------------------- | ------------------------------------------------------ | ----- | ----------------------- |
| Carrer Sant Pere, 6                      |                                                                | Sant Andreu de Llavaneres C. Sant Pere, 6                                               | 41° 33′ 28″ N, 2° 29′ 54″ E / 41.557780°N,2.498334°E   | fitxa | Carregueu una nova foto |
| Can Caralt, arxiu municipal              | Inscripció: 1852 / José de Caralt de Argila                    | Sant Andreu de Llavaneres Ctra. a Sant Vicenç de Montalt, 14                            |                                                        | fitxa | Carregueu una nova foto |
| Finca Conde de Caralt, Los Kiwis         |                                                                | Sant Andreu de Llavaneres                                                               |                                                        | fitxa | Carregueu una nova foto |
| Flora Ferran, garden center              | Inscripció: Sigues, hoste, benvingut, pren el Sol i fes salut. | Sant Andreu de Llavaneres Av. de Sant Andreu, 112                                       | 41° 33′ 50″ N, 2° 29′ 30″ E / 41.563890°N,2.491667°E   | fitxa | Carregueu una nova foto |
| Passeig Mare de Déu de Montserrat, 57-59 |                                                                | Sant Andreu de Llavaneres Pg. Mare de Déu de Montserrat, 57-59                          |                                                        | fitxa | Carregueu una nova foto |
| Carrer Clòsens, 102                      |                                                                | Sant Andreu de Llavaneres C. Clòsens, 102                                               | 41° 34′ 30″ N, 2° 28′ 46″ E / 41.575000°N,2.479443°E   | fitxa | Carregueu una nova foto |
| Carrer Clòsens, 108                      |                                                                | Sant Andreu de Llavaneres C. Clòsens, 108                                               | 41° 34′ 30″ N, 2° 28′ 46″ E / 41.575133°N,2.479417°E   | fitxa | Carregueu una nova foto |
| Carrer Salvador Espriu                   |                                                                | Sant Andreu de Llavaneres C. Salvador Espriu                                            | 41° 34′ 29″ N, 2° 28′ 33″ E / 41.574794°N,2.475838°E   | fitxa | Carregueu una nova foto |
| Camí de Can Caralt                       |                                                                | Sant Andreu de Llavaneres Camí de Can Caralt, al costat de can Caralt                   | 41° 34′ 20″ N, 2° 29′ 11″ E / 41.572229°N,2.486275°E   | fitxa | Carregueu una nova foto |
| Camí de Can Caralt                       |                                                                | Sant Andreu de Llavaneres Camí de Can Caralt, des del col·legi del costat de Can Caralt | 41° 34′ 17″ N, 2° 29′ 11″ E / 41.571478°N,2.486526°E   | fitxa | Carregueu una nova foto |
| Can Bacardí                              |                                                                | Sant Andreu de Llavaneres Av. Can Bacardí                                               | 41° 34′ 35″ N, 2° 28′ 24″ E / 41.57647°N,2.473281°E    | fitxa | Carregueu una nova foto |
| Can Catà de la Vall                      |                                                                | Sant Andreu de Llavaneres                                                               | 41° 34′ 33″ N, 2° 28′ 19″ E / 41.575850°N,2.471950°E   | fitxa | Carregueu una nova foto |
| Can Dalmau                               | Restes de dos rellotges                                        | Sant Andreu de Llavaneres Av. Roca de la Nao, 3                                         | 41° 35′ 07″ N, 2° 29′ 36″ E / 41.585207°N,2.493384°E   | fitxa | Carregueu una nova foto |
| Can Margens                              | Inscripció: 1618 1836 1971                                     | Sant Andreu de Llavaneres Passatge Massora, 20                                          | 41° 34′ 15″ N, 2° 29′ 14″ E / 41.570908°N,2.487251°E   | fitxa | Carregueu una nova foto |
| Can Matas, residència geriàtrica         |                                                                | Sant Andreu de Llavaneres C. Clòsens, 66                                                | 41° 34′ 29″ N, 2° 28′ 54″ E / 41.574733°N,2.481550°E   | fitxa | Carregueu una nova foto |
| Can Rabasa                               | Inscripció: Jo sense sol i tu sense fe ni tu ni jo som res     | Sant Andreu de Llavaneres Camí Pla de Sant Pere                                         | 41° 33′ 43″ N, 2° 30′ 01″ E / 41.56198°N,2.500379°E    | fitxa | Carregueu una nova foto |
| Mas Abril                                |                                                                | Sant Andreu de Llavaneres Camí del Pla de la Torreta, 11                                | 41° 33′ 31″ N, 2° 29′ 20″ E / 41.558564°N,2.488918°E   | fitxa | Carregueu una nova foto |
| Passatge Poble Espanyol, 11              | Inscripció: Ave Maria Puríssima                                | Sant Andreu de Llavaneres Passatge Poble Espanyol, 11                                   | 41° 33′ 20″ N, 2° 29′ 39″ E / 41.555438°N,2.494258°E   | fitxa | Carregueu una nova foto |
| Passeig dels Ametllers, 40               | Inscripció: Jo sense sol i tu sense fè, no valem res           | Sant Andreu de Llavaneres Pg. dels Ametllers, 40                                        | 41° 33′ 54″ N, 2° 29′ 22″ E / 41.564922°N,2.489366°E   | fitxa | Carregueu una nova foto |
| Passeig dels Til·lers, 1                 |                                                                | Sant Andreu de Llavaneres Pg. dels Til·lers, 1                                          | 41° 34′ 11″ N, 2° 29′ 13″ E / 41.569734°N,2.486957°E   | fitxa | Carregueu una nova foto |
| Passeig Marítim, 3                       | Inscripció: Any MCMLI                                          | Sant Andreu de Llavaneres Pg. Marítim, 3                                                | 41° 33′ 09″ N, 2° 29′ 35″ E / 41.5526°N,2.492957°E     | fitxa | Carregueu una nova foto |
| Ca l'Alsina                              |                                                                | Sant Andreu de Llavaneres Veïnat de Catà                                                | 41° 34′ 50″ N, 2° 29′ 09″ E / 41.580566°N,2.485728°E   | fitxa | Carregueu una nova foto |
| Masoveria de Can Cabot                   |                                                                | Sant Andreu de Llavaneres                                                               | 41° 34′ 11″ N, 2° 29′ 13″ E / 41.5696741°N,2.4870731°E |       | Carregueu una nova foto |

## Sant Vicenç de Montalt
| Nom                                       | Descripció                                                 | Localització                                                    | Coordenades                                          | Fitxa | Imatge                                                                                    |
| ----------------------------------------- | ---------------------------------------------------------- | --------------------------------------------------------------- | ---------------------------------------------------- | ----- | ----------------------------------------------------------------------------------------- |
| Bar La Terrassa                           |                                                            | Sant Vicenç de Montalt C. de les Ànimes, 9 - ctra. N-II, km 563 |                                                      | fitxa | Carregueu una nova foto                                                                   |
| Can Gasull                                |                                                            | Sant Vicenç de Montalt Camí de Can Gasull                       | 41° 34′ 47″ N, 2° 30′ 38″ E / 41.57977°N,2.51061°E   | fitxa | Can Gasull (Sant Vicenç de Montalt) · Vegeu més fotos · Carregueu una nova foto           |
| Ca n'Icu                                  |                                                            | Sant Vicenç de Montalt C. de Dalt, 28                           | 41° 34′ 42″ N, 2° 30′ 20″ E / 41.578330°N,2.505556°E | fitxa | Carregueu una nova foto                                                                   |
| Can Marial                                | Dos rellotges bessons. Inscripció: Tempori servio / MCMXLI | Sant Vicenç de Montalt Ctra. BV-5034, km. 0,6                   | 41° 34′ 11″ N, 2° 31′ 05″ E / 41.569720°N,2.518056°E | fitxa | Can Marial (Sant Vicenç de Montalt) · Vegeu més fotos · Carregueu una nova foto           |
| Carrer Major, 10                          |                                                            | Sant Vicenç de Montalt C. Major, 10                             |                                                      | fitxa | Carregueu una nova foto                                                                   |
| Avinguda Nostra Senyora de Montserrat, 25 | Inscripció: Dum spectas fugio                              | Sant Vicenç de Montalt Av. Nostra Senyora de Montserrat, 25     | 41° 34′ 53″ N, 2° 30′ 33″ E / 41.581350°N,2.509083°E | fitxa | Carregueu una nova foto                                                                   |
| Can Milans del Bosch, restaurant          |                                                            | Sant Vicenç de Montalt                                          | 41° 35′ 14″ N, 2° 31′ 02″ E / 41.58711°N,2.51717°E   | fitxa | Can Milans del Bosch (Sant Vicenç de Montalt) · Vegeu més fotos · Carregueu una nova foto |
| Can Móra de Baix                          | Inscripció: I H S                                          | Sant Vicenç de Montalt C. Major, 7                              | 41° 34′ 46″ N, 2° 30′ 28″ E / 41.579440°N,2.507778°E | fitxa | Can Móra de Baix (Sant Vicenç de Montalt) · Vegeu més fotos · Carregueu una nova foto     |
| Can Móra de Dalt                          | Inscripció: A 25 DE IA 9 1736                              | Sant Vicenç de Montalt Raval de Font Mitjana, 3                 | 41° 34′ 56″ N, 2° 30′ 20″ E / 41.582220°N,2.505556°E | fitxa | Carregueu una nova foto                                                                   |
| Can Sauri                                 |                                                            | Sant Vicenç de Montalt C. Major, 13                             | 41° 34′ 48″ N, 2° 30′ 27″ E / 41.579983°N,2.507450°E | fitxa | Can Sauri (Sant Vicenç de Montalt) · Carregueu una nova foto                              |
| Església de Sant Vicenç                   |                                                            | Sant Vicenç de Montalt Pl. de l'Església                        | 41° 34′ 42″ N, 2° 30′ 34″ E / 41.57845°N,2.50932°E   | fitxa | Carregueu una nova foto                                                                   |